# Babel (kortspel)
Babel, även kallat villervalla, är ett kortspel som är inspirerat av poker och uppfunnet av amerikanen Robert Abbott. Spelets idé är att varje spelare får 10 kort och sedan ska åstadkomma två så bra pokerhänder som möjligt genom att byta kort med övriga spelare. Bytena sker inte i någon bestämd turordning, utan reglerna tillåter spelarna att prata i mun på varandra om vilka kort de har att erbjuda och vad de efterfrågar. Vid spelets slut räknas poängen ut för varje spelare; ju bättre pokerhänder, desto högre poäng.